# Banmian
Le banmian (板麵) est un plat de nouilles chinoises servies dans une soupe.
Le mot banmian (« planche » et « nouille ») vient de la méthode hakka de couper les pâtes en bandes raides à l'aide d'une règle en bois. On peut aussi appeler ces nouilles man-foon-char-guo (麵粉茶粿) ou dao-ma-chet (刀嬤切) en hakka. En hokkien, on les appelait également mee-hoon-kueh (麵粉粿 ; litt. « snack de blé »).
Le banmian est un plat populaire en Chine, en Malaisie et à Singapour. Il consiste en des nouilles aux œufs plongées dans une soupe à base de viande ou de poisson, de légumes et de nombreuses épices. Un œuf cuit dans le bouillon y est parfois ajouté. Ce plat est considéré comme très sain et peut s'acheter dans un restaurant, chez un vendeur ambulant ou dans divers étals.
La soupe est généralement un simple bouillon de poisson, essentiellement de l'anchois, et peut être agrémentée d'oignons, d'ail, de gingembre et de pâte de haricot. En Malaisie, ce plat peut être déstructuré, les nouilles d'un côté, la soupe de l'autre.
Dans les différentes versions de ce plat, on retrouve souvent des champignons, des oignons verts, des épinards, du chou et des pousses de bambou. On peut enfin y rajouter du vinaigre, des anchois frits ou de l'émincé de porc.